# Herbert Krämer
Herbert Krämer (* 26. August 1931 in Freudenberg; † 9. Februar 2015 auf Teneriffa, Spanien) war ein deutscher Kommunalpolitiker in Nordrhein-Westfalen, der unter anderem das Bürgermeisteramt in Freudenberg sowie den Posten des Oberstadtdirektors in Bielefeld und Duisburg bekleidete.

## Leben und Wirken
Herbert Krämer wurde am 26. August 1931 als ältester Sohn des Bauunternehmers Paul Krämer und dessen aus Duisburg stammenden Ehefrau Margarete in Freudenberg geboren. Nach dem Besuch der dortigen Volksschule von 1938 bis 1942, ging er im April 1942 auf die Oberschule für Jungen in Betzdorf/Sieg über. Sein Abitur legte er im März 1952 am Löhrtor-Gymnasium in Siegen ab, wohin er im Januar 1946 gewechselt war. Vom Sommersemester 1952 an studierte er an der Universität Bonn Rechts- und Staatswissenschaften. Vorrangig interessierten ihn die Rechtsgebiete Staats-, Verwaltungs- und Strafrecht. Volkswirtschaftslehre belegte er im Nebenfach.
Studentenjobs und Praktika ließen ihn in einer Werkshalle, einer Fabrikverwaltung, einem Finanzamt und beim Amtsgericht Siegen verschiedene Erfahrungen sammeln. Die Erste juristische Staatsprüfung legte er am 5. Dezember 1955 beim Justizprüfungsamt in Hamm ab. Danach begann er am 1. März 1956 mit dem juristischen Vorbereitungsdienst und war nacheinander bei dem Amtsgericht in Olpe, der Staatsanwaltschaft und dem Landgericht in Siegen, der Kreisverwaltung in Siegen, dem Amtsgericht in Siegen und dem Oberlandesgericht in Hamm tätig. Die Anwaltsstation absolvierte er bei einem Siegener Rechtsanwalt und Notar. Im Rahmen der Ausbildung bei der Kreisverwaltung in Siegen hatte er selbstständig Verwaltungsgerichtsprozesse geführt und war zu Verhandlungen mit dem Innenministerium in Düsseldorf und der vorgesetzten Bezirksregierung in Arnsberg herangezogen worden. 1956 promovierte er in Bonn bei Kurt Ballerstedt mit seiner Dissertationsschrift Die Haftung der Betriebsratsmitglieder aus Rechtsgeschäft und Pflichtverletzung. Während seiner Referendarzeit schrieb er nebenberuflich für verschiedene Siegerländer Zeitungen als freier Mitarbeiter Berichte und Kommentare zu hauptsächlich kommunalpolitischen Themen. Anfang 1960 bestand er die Zweite juristische Staatsprüfung vor dem Landesjustizprüfungsamt in Düsseldorf, wenngleich auch nur mit der Note ausreichend.
In einer Kanzlei in Olpe bearbeitete er von April bis September 1960 Fälle aus den Bereichen Grundstücksverkehr und Vertragsrecht. Von Oktober 1960 bis November 1962 war er zunächst als Angestellter, dann als Landesassessor bei der Straßenverwaltung des Landschaftsverbands Westfalen-Lippe tätig. In diese Zeit fiel auch seine Wahl zum Bürgermeister Freudenbergs. Damals galt er als jüngster Bürgermeister Deutschlands. Zwischen 1962 und 1969 war er als Kreisassessor, als Kreisrechtsrat und zuletzt, ab 1964, als Kreisdirektor des Kreises Siegen beschäftigt. Inhaltlich war er anfangs mit Sozialaufgaben betraut, zuletzt war er für das Verkehrsdezernat zuständig. Von 1964 bis 1978 vertrat er den Kreis Siegen in der Landschaftsversammlung des Landschaftsverbandes Westfalen-Lippe. Er gehörte der SPD-Fraktion an.
Der im Februar 1969 als Stadtkämmerer nach Bielefeld gewechselte Krämer wurde bereits am 2. Juli 1969 ins Amt des Stadtdirektors gehoben. Mit Beginn des Jahres 1974 war er weiter zum Oberstadtdirektor aufgestiegen. Darüber hinaus war Krämer Mitglied, dabei oft Vorsitzender, in verschiedenen Aufsichts- und Verwaltungsräten, zum Beispiel von Banken, Versicherungen, Wohnungsbaugesellschaften und Energieversorgungsunternehmen. Ebenso war er auf kommunaler und überregionaler Verwaltungsebene Mitglied des Presseausschusses und des Personalausschusses des Deutschen Städtetages, Mitglied der Landschaftsversammlung und des Landschaftsausschusses, Vorsitzender des Verkehrsausschusses für Straßenwesen und Mitglied des Verwaltungs- und Planungsausschusses der Landesplanungsgemeinschaft.
Angesichts seines unermüdlichen Engagements fragte die Duisburger SPD Mitte 1978 an, ob er als Oberstadtdirektor zu ihnen in die fünftgrößte Stadt Nordrhein-Westfalens kommen wolle. Nach Beratungen unter anderem mit Parteifreunden wie dem damaligen Ministerpräsidenten Johannes Rau und dessen Finanzminister Diether Posser wechselte er für die nächsten acht Jahre als Oberstadtdirektor ins Rheinland.
Zuletzt war Krämer im Ausgang der 1990er Jahre Vorstandsvorsitzender der RWE Entsorgung AG in Essen, Mitglied des Aufsichtsrates der Nukem GmbH und der Preussag AG, Aufsichtsratsmitglied der Vereinigten Elektrizitätswerke Westfalen AG (VEW), der RWE Energie AG sowie der Rheinelektra AG (heute: Elektrizitäts-AG vormals W. Lahmeyer & Co.). Nachdem er in den 1980er Jahren eine geraume Zeit im Aufsichtsrat der Mannesmannröhren-Werke gesessen hatte, gehörte er in den 1990ern dem Beirat der Hochtief AG an.
Im Ruhestand verlagerten sich seine Aktivitäten ins Ehrenamt. So war er lange Jahre Vorsitzender beziehungsweise Ehrenvorsitzender des Vereins Pro Ruhrgebiet. Mehr als ein Jahrzehnt war er Vorsitzender des Freundeskreises des Wilhelm-Lehmbruck-Museums in Duisburg. Im Vorstand der Köhler-Osbahr-Stiftung zur Förderung von Kunst und Wissenschaft fungierte er als stellvertretender Vorsitzender. Die letzten 19 Jahre seines Lebens protegierte er als Vorsitzender der Hanns-Bisegger-Stiftung das Musikleben in Bielefeld, indem er Projekte ins Leben rief, Konzerte organisierte und den Juryvorsitz für einen Nachwuchs-Förderpreis führte. Ferner war er Mitglied des Rotary-Clubs Duisburg Rhein Ruhr.
Aus seiner ersten Ehe gingen zwei Kinder, ein Junge und ein Mädchen, hervor. In der Nacht zum 9. Februar 2015 verstarb Herbert Krämer auf Teneriffa.

## Verdienste
Herbert Krämer war maßgeblich daran beteiligt, dass ab 1966 Kontakte und Begegnungen zwischen Deutschen und Israelis stattfanden. Die von ihm geführte Delegation war die erste, die Israel besuchen durfte und aus dieser Begegnung eine Partnerschaft zwischen den Kreisen Siegen-Wittgenstein und Emek Hefer schmiedete.
Der Duisburger Oberbürgermeister Josef Krings hob bei der Verabschiedung Krämers folgende Leistungen hervor: ein Profilgewinn für die Stadt, die Schaffung eines wirtschaftsfreundlichen Klimas in der Stadtverwaltung, die Neugestaltung der Innenstadt, die Städtepartnerschaft mit der mittelchinesischen Siebenmillionenstadt Wuhan und die Weiterentwicklung der Universität Duisburg-Essen. Vor allem der Kampf gegen die Zerrüttung der städtischen Finanzen – auch in überörtlichen Gremien – brachten ihm den Ruf eines SPD-Spitzenbeamten in der Kommunalpolitik ein. Für seine Verdienste um die Stadt wurde ihm der Ehrenring Duisburgs zuerkannt. Am 4. Juli 1991 verlieh ihm die Universität Duisburg die Ehrendoktorwürde (Dr. sc. pol.).
„Als Verwaltungschef leitete er die Stadtverwaltung Bielefeld mit Initiative, Energie und Weitblick“, würdigte Bielefelds Oberbürgermeister Pit Clausen in einem Nachruf das Engagement des Verstorbenen und betonte, dass Rat und Verwaltung ihm „für sein unermüdliches Wirken zum Wohle der Stadt zu großem Dank verpflichtet“ seien. Da ihm die Musik besonders am Herzen lag, dankte auch die Hanns-Bisegger-Stiftung postum dem „engagierten Förderer der Musikkultur […] und hochgeschätzten, offenen und ideenreichen Vorsitzenden“.